# Hip Hop Connection
Hip Hop Connection è una delle manifestazione di breakdance più vecchie ed importanti d'Italia. 

## Storia
La prima edizione si è svolta a Pesaro nel 2001 e ha visto la straordinaria partecipazione dei Soul Control ai tempi, probabilmente, la più famosa crew di breakdance al mondo. La seconda e la terza edizione di Hip Hop Connection si sono tenute a Riccione sul palco di piazzale Roma. Dal 2004 al 2012 Hip Hop Connection si è tenuto sempre a Pesaro. Nel 2012 lo staff della omonima associazione che organizza l'evento, in totale rottura con la amministrazione comunale, ha deciso di abbandonare Pesaro e migrare a Bologna ove Hip Hop Connection è stato ospitato all'interno di The JamBO, fiera internazionale dedicata a tutti gli sport freestyle. Organizzata dalla omonima associazione pesarese l'Hip Hop Connection è un contest di livello internazionale che ha visto la presenza di crew e b-boy da tutto il mondo. Durante i tre giorni della manifestazione si svolgono due tipi di contest: il 2 vs 2 ed il crew vs crew, lasciando solitamente il primo giorno per la fase eliminatoria di entrambe le categorie. Dal 2006 ogni componente della giuria si esibisce in una sfida dimostrativa (chiamata One Breaker, One Judge) contro un b-boy italiano scelto dall'organizzazione. Nel tempo la possibilità di competere al "one breaker one judge" è stata considerata, da molti, come un vero e proprio oscar alla carriera. Nel 2011 e nel 2012 Hip Hop Connection ha presentato anche una serata dedicata interamente ai migliori show di hip hop e breakdance con la partecipazione di gruppi quali Body Carnival, Predators, Yessaisquad, ecc. Nel 2012 Hip Hop Connection ha dedicato una intera serata ai "cerchi" nell'intenzione di diffondere un concetto di breakdance non legato alle sole competizioni.

## Vincitori per edizione

### Vincitori2 vs 2
| Anno | Coppia                 | Crew di appartenenza             |
| ---- | ---------------------- | -------------------------------- |
| 2003 | Fikri/Super G          | Dynamics ( Belgio)               |
| 2004 | Lil Worm/Mathias       | Fantastic Armada ( Francia)      |
| 2005 | Rotha/Amaury           | Alliance ( Francia)              |
| 2006 | Braundy/Spin           | Fluido Klan ( Italia)            |
| 2007 | Tonyrock/Flying Buddah | Top 9 ( Russia)                  |
| 2008 | Pluto/Intact           | Ruffneck ( Ucraina)              |
| 2009 | Marlon/Palmer          | HaviKoro ( Stati Uniti)          |
| 2010 | Thesis/Mike the cure   | Knuckleheads Cali ( Stati Uniti) |
| 2011 | Kirill/Cheer-ito       | Slc & Mafia 13 ( Russia)         |
| 2012 | Bruce/Lagaet           | Momentum ( Portogallo)           |
| 2013 | Yaio/Boogie            | Ormus Force ( Italia)            |
| 2014 | Kacyo / Omed           | De Klan ( Italia)                |
| 2015 | Navos / Lussy Sky      | Navi Crew ( Ucraina)             |

### Vincitoricrew vs crew
| Anno | Crew                | Nazione     |
| ---- | ------------------- | ----------- |
| 2001 | Incredible Sirbones | Italia      |
| 2002 | Rocket Squad        | Francia     |
| 2003 | Dynamics            | Belgio      |
| 2004 | Magnimel crew       | Italia      |
| 2005 | Rapid Soul Moves    | Italia      |
| 2006 | Natural Effects     | Danimarca   |
| 2007 | Top 9               | Russia      |
| 2008 | Mind 180            | Stati Uniti |
| 2009 | Rugged Solutions    | Paesi Bassi |
| 2010 | Arcopom             | Spagna      |
| 2011 | Body Carnival       | Giappone    |
| 2012 | Momentum            | Portogallo  |
| 2013 | De Klan             | Italia      |
| 2014 | Rugged Solutions    | Paesi Bassi |
| 2015 | De Klan             | Italia      |

### (Work in progress)
| Anno | 1vs1 | Crew di appartenenza |
| ---- | ---- | -------------------- |
| 2016 | Onel | Mad Squad (Grecia)   |
| 2017 |      |                      |
| 2018 |      |                      |
| 2019 |      |                      |

| Anno | 2vs2 Mixstyle | Crew di appartenenza |
| ---- | ------------- | -------------------- |
| 2016 |               |                      |
| 2017 |               |                      |
| 2018 |               |                      |
| 2019 |               |                      |

| Anno | 2vs2 Under 16 | Crew di appartenenza |
| ---- | ------------- | -------------------- |
| 2021 | Kai/Renn      | Funkabbestia crew    |
|      |               |                      |
|      |               |                      |